# 북미 성공회

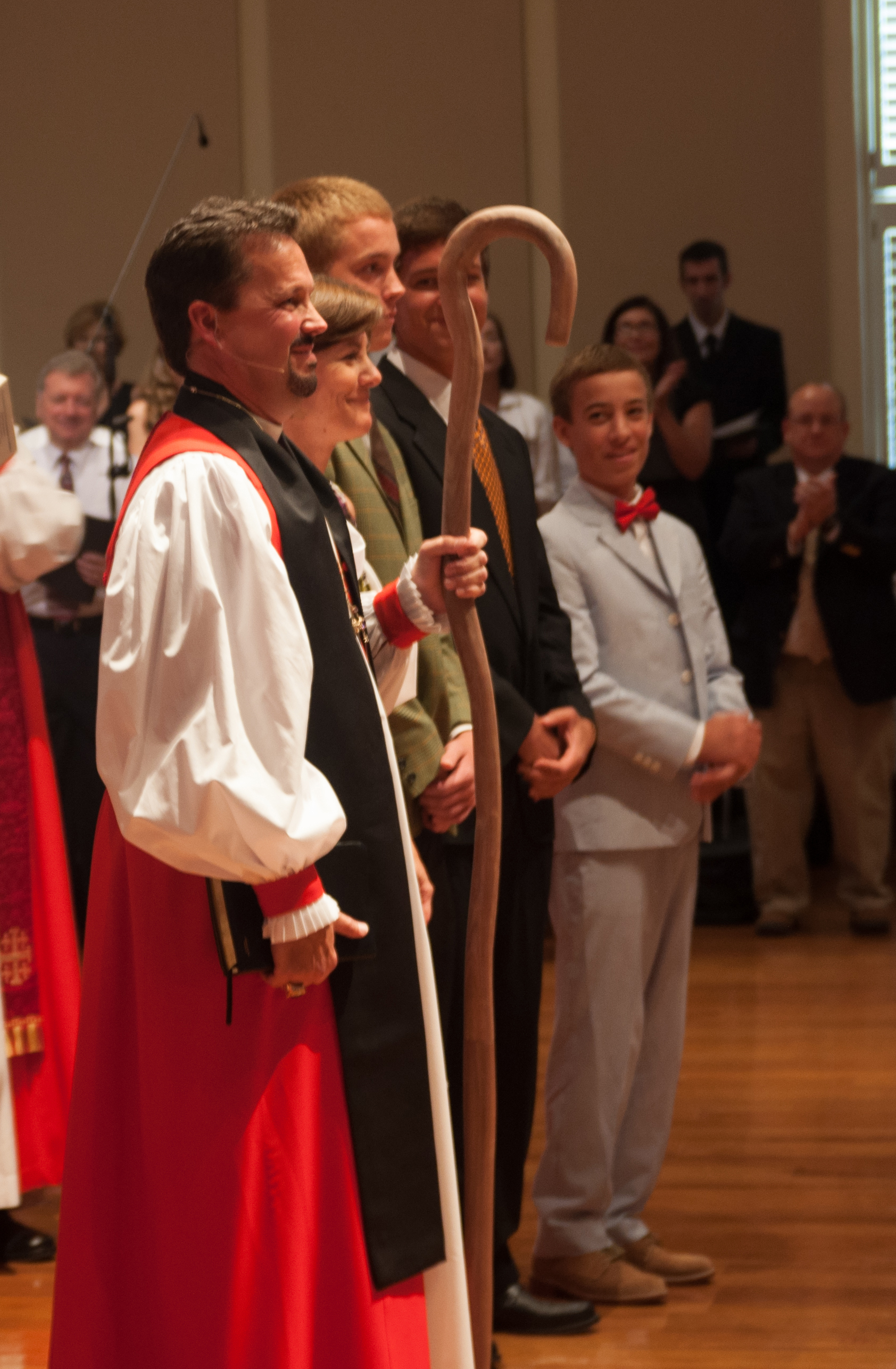

북미 성공회(영어: Anglican Church in North America)는 미국 펜실베이니아주에 본부를 두고 있는 성공회 계열 복음주의 기독교 교단이다. 교단명에서 성공회(Anglican Church)라는 명칭을 사용하고 있으나, 세계성공회공동체(Anglican Communion)의 일원은 아니다. 성공회와는 기본 교리가 동일하나 세부적으로는 차이를 보이며, 특히 여성서품과 사회정의 등에 대해 가지는 성공회의 자유주의적 입장에 회의적이다.
북미 성공회는 멕시코의 일부 교회와 쿠바 선교 지역도 관할한다.

## 같이 보기
- 성공회
- 종교개혁